# Middelfrankisch

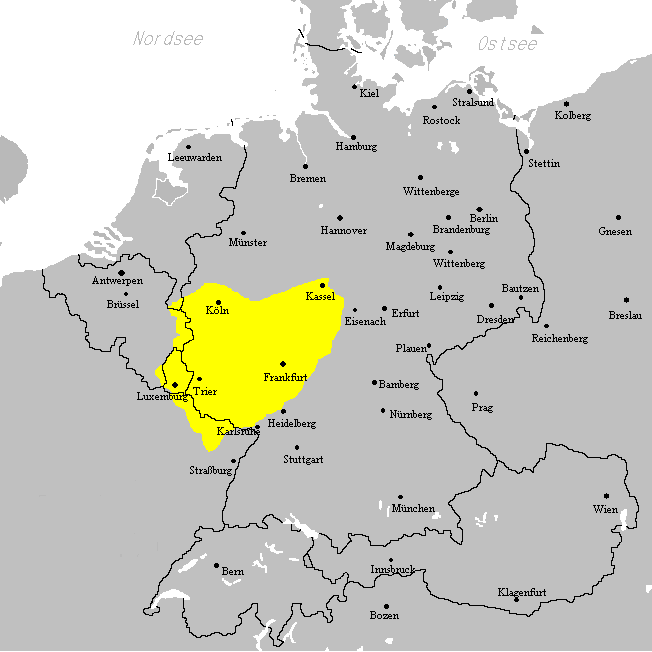
Deel van het Middelfrankische taalgebied. De Ripuarische en Moezelfrankische spraakgebieden zijn geel.

Middelfrankisch is de taalkundige benaming voor een aantal Frankische taalvariëteiten, die voor het grootste deel gesproken worden in het Duitse Midden-Rijnland en voor een klein deel in Transsylvanië (zie ook: Zevenburger Saksisch). 
Rijnlands is een meer algemene, informele term voor de nader te onderscheiden dialecten in het huidige Duitse Rijnland.

## Classificatie
Samen met het Rijnfrankisch vormt het Middelfrankisch een van de subvormen van het Westmiddelduits. In tegenstelling tot de dialecten van het meer noordelijke Nederrijnland worden de Middelfrankische dialecten dus tot het Middelduits gerekend. Samen met de andere Middelduitse dialecten en de overgangsdialecten naar het Opperduits Zuid-Rijnfrankisch en Main- of Oostfrankisch en met de groep van Opperduitse dialecten worden al deze taalvormen weer tot het Hoogduits gerekend.
Het noordelijk en Midden-Rijnlandse gebied wordt als grote overgangszone gezien tussen de Nederfrankische en Hoogduitse dialecten. Zo lopen de Zuid-Gelderse dialecten van het Nederlandse Zuid-Gelderland en Noord-Limburg nog ver in het Duitse Noord-Rijnland door, als het Kleverlands.

## Kenmerken
Kenmerkend voor alle Middelfrankische taalvariëteiten is onder meer dat ze in beperkte mate hebben deelgenomen aan de tweede Germaanse klankverschuiving, maar daarin niet zo ver zijn gegaan als het Rijnfrankisch en Opperduits. 

### Isoglossen
De zogeheten Benrather linie, die van Eupen naar Düsseldorf loopt, wordt aangehouden als scheidslijn tussen het Neder- en Middelfrankisch. Alle Middelfrankische dialecten liggen ten zuiden van deze isoglosse.

## Subgroepen
Het Middelfrankisch wordt traditioneel onderverdeeld in drie hoofdgroepen: 
- Ripuarisch
- Moezelfrankisch.
- Zevenburger Saksisch

Van de lokale varianten uit de eerste groep worden er enkele binnen Nederland gesproken, die bekendstaan als het Zuidoost-Limburgs (en waartoe onder meer het Kerkraads en het Vaalser behoren).
Met name onder Duitse taalkundigen is het daarnaast soms nog gebruikelijk om alle Limburgse taalvariëteiten onder het Middelfrankisch in plaats van onder het Nederfrankisch te scharen, vanwege de (vermeende) historische invloed van de naburige Duitse dialecten op het Limburgs. De isoglosse is dan niet de Benrather Linie, maar de Uerdinger linie (d.w.z. de ik/ich-lijn) gecorrigeerd voor de mich-lijn, die het meest noordelijke deel vormt van de Rijnlandse waaier; boven deze isoglosse wordt Zuid-Gelders en/of Kleverlands gesproken. Vooral in de 19e eeuw bestond deze opvatting ook onder sommige Nederlandse taalkundigen.